# Villafranca de los Barros

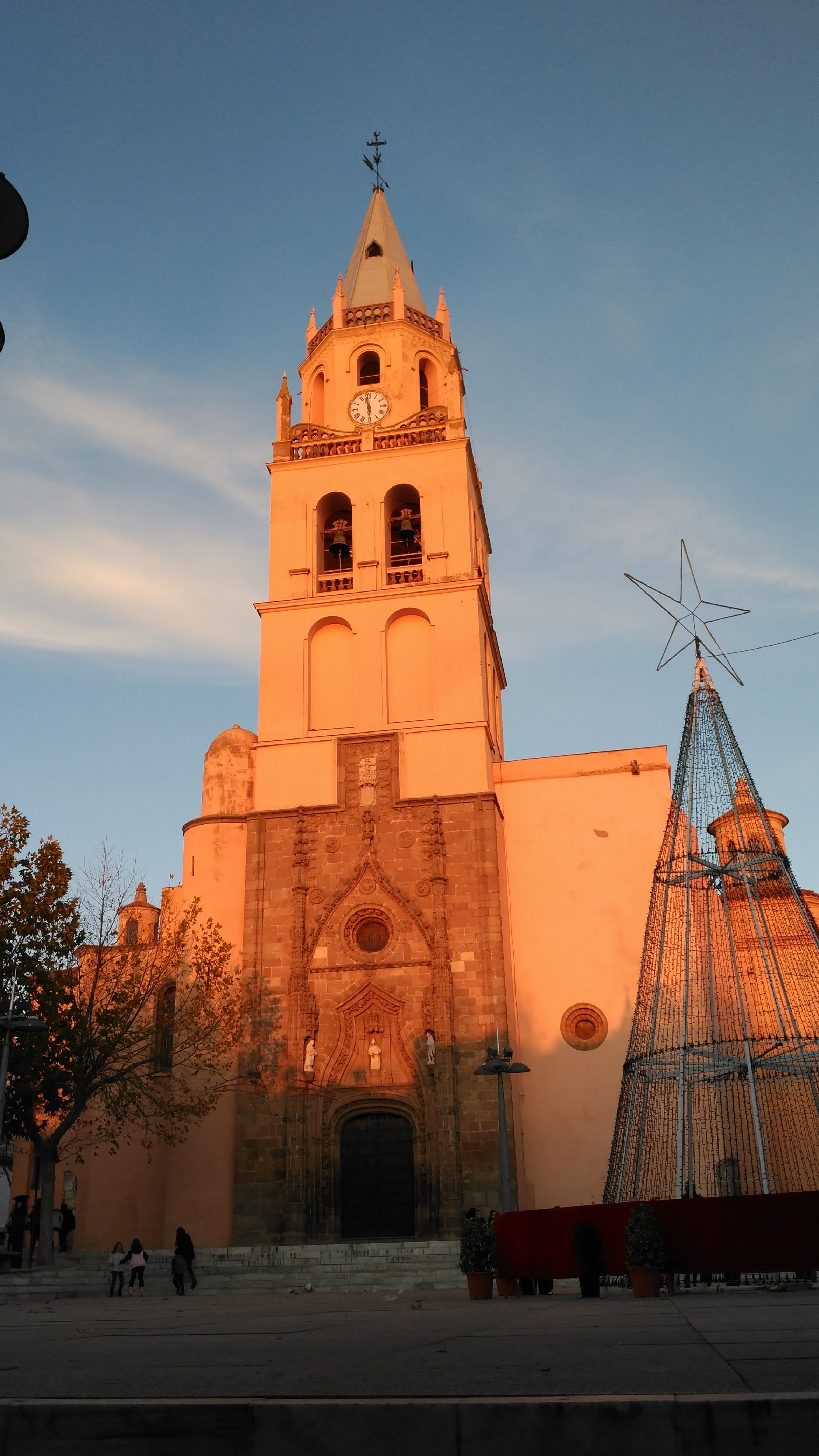
Parroquia de Santa María del Valle

Villafranca de los Barros es un municipio y localidad de España, en la provincia de Badajoz, comunidad autónoma de Extremadura. Es el centro comarcal de Tierra de Barros. Asimismo, Villafranca es la capital administrativa de la Mancomunidad Tierra de Barros-Río Matachel.

## Símbolos
El escudo de la ciudad fue aprobado por el Consejo de Ministros el 29 de enero de 1982. El pasaje representa este escudo es el Maestre a caballo y el Comendador de Villafranca y Hornachos a pie. La cruz del cuartel superior izquierdo es el emblema de la Orden de Santiago.
El interés del gobierno local en este símbolo pasaba por contar con una «enseña identificativa del municipio que no representara tendencia política alguna, sino que es un símbolo de todos los pueblos y habitantes del territorio». Con esta bandera, Villafranca presume de una simbología identificativa ya que junto al escudo heráldico de la ciudad «servirá de estandarte a los hombres y mujeres de este municipio, recuperan la historia de nuestros municipios y simbolizan su pasado para constituirse en la imagen que identifica a los ciudadanos de los distintos pueblos de cara al futuro».

## Geografía
Integrado en al comarca de Tierra de Barros, se sitúa a 76 kilómetros por carretera de la capital provincial. Su centro urbano ocupa unos 2 kilómetros cuadrados. Mediante carreteras comarcales se puede acceder a localidades como Ribera del Fresno, Fuente del Maestre, Aceuchal y Palomas; y por ferrocarril con Llerena para Sevilla y con Mérida para Madrid. 
Los límites del municipio son los siguientes: 
| Noroeste: Almendralejo       | Norte: Alange              | Nordeste: Ribera del Fresno |
| Oeste: Fuente del Maestre    |                            | Este: Ribera del Fresno     |
| Suroeste: Fuente del Maestre | Sur: Los Santos de Maimona | Sureste: Ribera del Fresno  |

### Orografía
Villafranca de los Barros ocupa el centro de una dilatada cuenca de fértil tierra arcillosa, formando semicírculo las cercanas sierras de Alange, Hornachos y Fuente del Maestre.
Toda la zona está regada por riachuelos y arroyos de prolongado estiaje durante los meses de verano e incluso parte del otoño, llamados Pendelías, Valdequemao y las Guaridas, uno de los cuales, el de Valdequemao atraviesa la población de sur a norte; el de Pendelías, pasa por el este lamiendo sus muros, juntándose los dos cerca de las últimas casas donde toman el nombre de río Cagancha. El otro arroyo es el de la Guaridas, que atraviesa el término por su extremidad Este. Toda esta trama fluvial va a desembocar al Bonhabal, afluente del Matachel, siendo también afluente este mismo del río Guadiana.
La altitud oscila entre los 530 metros al suroeste, en las estribaciones de la sierra de Fuente del Maestre, y los 350 metros al norte, a orillas del arroyo Bonhabal. El casco histórico se alza a 409 metros sobre el nivel del mar. 

### Clima
El clima de esta localidad es de carácter mediterráneo subtropical suavizado por la proximidad del Océano Atlántico e influido por el Continental, que predomina en toda la provincia de Badajoz. Este se caracteriza con temperaturas que oscilan entre los 13.3 °C y un verano bastante seco y caluroso, cuyas temperaturas se encuentran entre 22 °C a 40 °C. El clima es templado y cálido. La lluvia en Villafranca de los Barros cae sobre todo en el invierno, con relativamente poca lluvia en el verano. 
Por otra parte nos encontramos con un otoño muy prolongado y una primavera corta y destemplada. 
La media anual en cuanto a precipitaciones, que se registran mayormente durante el otoño y la primavera, es de 545,2 mm, produciéndose el 1% en verano y el 99% repartidas durante el resto del año. 
Esta localidad cuenta con un clima templado, muchas precipitaciones en los meses de invierno con frío, y pocas en los meses de verano, secos y muy calurosos entre los que destaca el mes de julio. Para finalizar su temperatura media anual es 15’9 °C.

## Historia
Habitada desde la prehistoria, fue a partir de la época de los reyes católicos cuando Villafranca de los barros experimentó su desarrollo. En el siglo XIX pasó de ser pueblo a convertirse en ciudad, convirtiéndose en una de las principales productoras de vino de la región.
Las primeras investigaciones históricas conocidas y publicadas de la ciudad de Villafranca de los Barros se las debemos a José Cascales Muñoz que en 1904 daba a conocer sus Apuntes para la historia de Villafranca de los Barros, reeditados en 1982. También en este mismo año, Antonio de Solís y Sánchez Arjona, publica Villafranca en la historia, libro de investigación histórica que viene a completar lo ya existente sobre la ciudad.
En 1983 Manuel Garrido Santiago publicó un estudio sobre Arquitectura religiosa del siglo XVI en Tierra de Barros, con importantes referencias sobre el arte de Villafranca de los Barros. Años más tarde se localizan los restos de un asentamiento romano, descubierto y estudiado por Alonso Rodríguez Díaz. Es probable que este núcleo se corresponda con Perceiana, «mansio» ubicada entre Contributa y Augusta Emerita, según las fuentes. Se conserva un tramo de la calzada romana. Este primitivo emplazamiento fue abandonado para reaparecer en el lugar que ocupa en la actualidad.

### Prehistoria
En su término municipal y en estrecha relación con su potencial agropecuario, se localiza una amplia serie de asentamientos y vestigios arqueológicos que evidencian una ocupación casi ininterrumpida de esta zona desde la Prehistoria hasta nuestros días. Los restos más antiguos encontrados remiten a los momentos finales de la Edad del Cobre o Calcolítico (1800 a. C., aproximadamente). Estos corresponden a un pequeño poblado en llano ubicado en el paraje de Los Cortinales, justo en el lugar donde hoy se encuentran los depósitos de agua que abastecen a la población.
A pesar de la destrucción parcial del yacimiento, en los años 1984 y 1985 se realizaron sendas campañas de excavación arqueológica, dirigida por la Dra. Dña. Milagros Gil-Mascarell Boscá y Alonso Rodríguez Díaz, ambos del Departamento de Prehistoria y Arqueología de la Universidad de Extremadura, que revelaron la presencia de un buen número de estructuras subterráneas o semisubterráneas, que fueron excavadas en el caleño (sustrato calizo de la zona).
Los resultados de dichas excavaciones pueden resumirse en la aparición de una serie de fosas excavadas en un suelo de tipo calizo muy compacto, cuya función es muy difícil de precisar aún. Sin embargo, según los citados arqueólogos, algunas de estas fosas pudieron estar destinadas viviendas y otras a lugares de almacenamiento de granos, silos, según las formas conservadas. Las primeras son de planta circular u oval y de escasa profundidad.
Sobre ellas iría una cubierta vegetal de la que tan solo se han conservado trozos de barro con improntas de ramajes. Por su parte, los posibles silos muestran perfiles acampanados y su profundidad es mayor. Los materiales cerámicos aparecidos en estas fosas son muy parecidos a los de La Pijotilla (Badajoz), y remiten a una etapa final del Calcolítico, aproximadamente entre 2000 y 1800 años antes de Cristo.
La aparición de huesos animales, los posibles silos y la proximidad de una mina de cobre abandonada apuntan hacia una economía mixta, basada principalmente en la agricultura, la ganadería y posiblemente la minería. Este último aspecto no ha sido comprobado aún por no haber aparecido ningún fragmento metálico durante la excavación, pero no se descarta su presencia dado que la superficie excavada hasta el momento es muy reducida.
También en este ambiente epicalcolítico o quizá en un tiempo inmediatamente posterior (Edad del Bronce), se inscribe el hallazgo de varios enterramientos en cista (enterramientos individuales consistentes en una reducida superficie delimitada y cubierta por lajas de piedra donde el cadáver se encontraba en posición fetal, junto al cual solía colocarse el ajuar), en el paraje de Las Palomas, a escasamente 3 km al sur de la población.
Tras un hallazgo casual (1983), se procedió a una intervención de urgencia (1985) que permitió exhumar cinco nuevas sepulturas que por el momento no han podido ser asociadas a ningún asentamiento estable.
Tres de ellas eran de carácter individual y dos acogían inhumaciones dobles. De un total de siete individuos recuperados, solo un cuerpo perteneció a una persona de corta edad. El ajuar que acompañó a este grupo funerario de Las Palomas puede considerarse irrelevante, si bien hay que referir en este sentido un pequeño cuenco cerámico y un puñalito de cobre recuperados de forma incontrolada en el descubrimiento de 1983.
La Protohistoria en el término municipal se muestra como un auténtico vacío informativo, si bien en zonas próximas se han registrado importantes hallazgos: las estelas de Fuente de Cantos y Almendralejo del Bronce Final. El Guerrero de Medina de las Torres dentro del período Orientalizante, los poblados prerromanos de Belén (Zafra) y Hornachuelos (Ribera del Fresno), etc.

### Edad Antigua

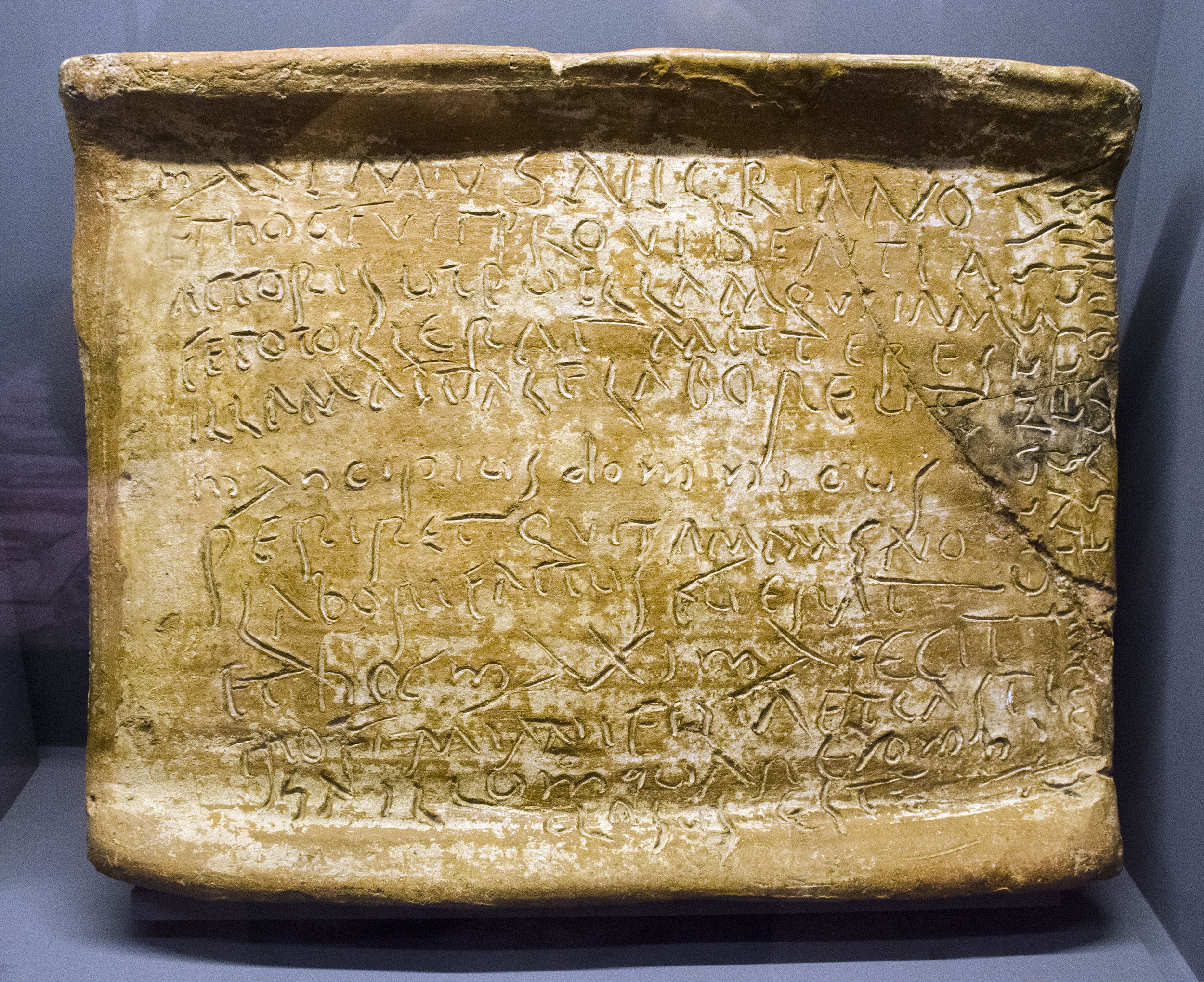
Tégula de Villafranca, conservada en el Museo Arqueológico Nacional)

La cercanía de Villafranca a la capital romana de Augusta Emerita dio lugar a que la presencia romana en la zona se viera reflejada en la multitud de villae que se establecieron en el actual término municipal. De destacado interés son los restos asociados a la mansio Perceiana que aparece recogida en el Itinerario de Antonino. En el Museo Histórico-Etnográfico de Villafranca (MUVI) se conservan varias piezas arqueológicas de este periodo (aperos de labranza, lápidas, monedas, objetos decorativos, mosaicos etc.). La pieza arqueológica más importante hallada en Villafranca de los Barros es la conocida Tégula de Villafranca, teja romana que contiene una inscripción donde ser muestra la vida cotidiana de las villae y de los esclavos. Actualmente, la pieza se encuentra expuesta en el Museo Arqueológico Nacional.Tradicionalmente se ha asociado que una de las villae ubicadas en el término villafranqués fue la finca familiar de Santa Eulalia de Mérida según varios textos hagiográficos de la santa emeritense.
Del final del periodo antiguo destaca la presencia visigoda, hasta hace pocos años desconocida, que ha sido constatada con la aparición de un capitel visigodo asociado a un centro religioso.

### Edad Media
Villafranca se adentra en el periodo medieval de la mano de la llegada de la población musulmana a la península ibérica. Según indican las prospecciones arqueológicas existió un pequeño poblado musulmán, pero debido a la falta de mayores restos arqueológicos y documentales se cree que fue un núcleo poblacional de poca entidad. 

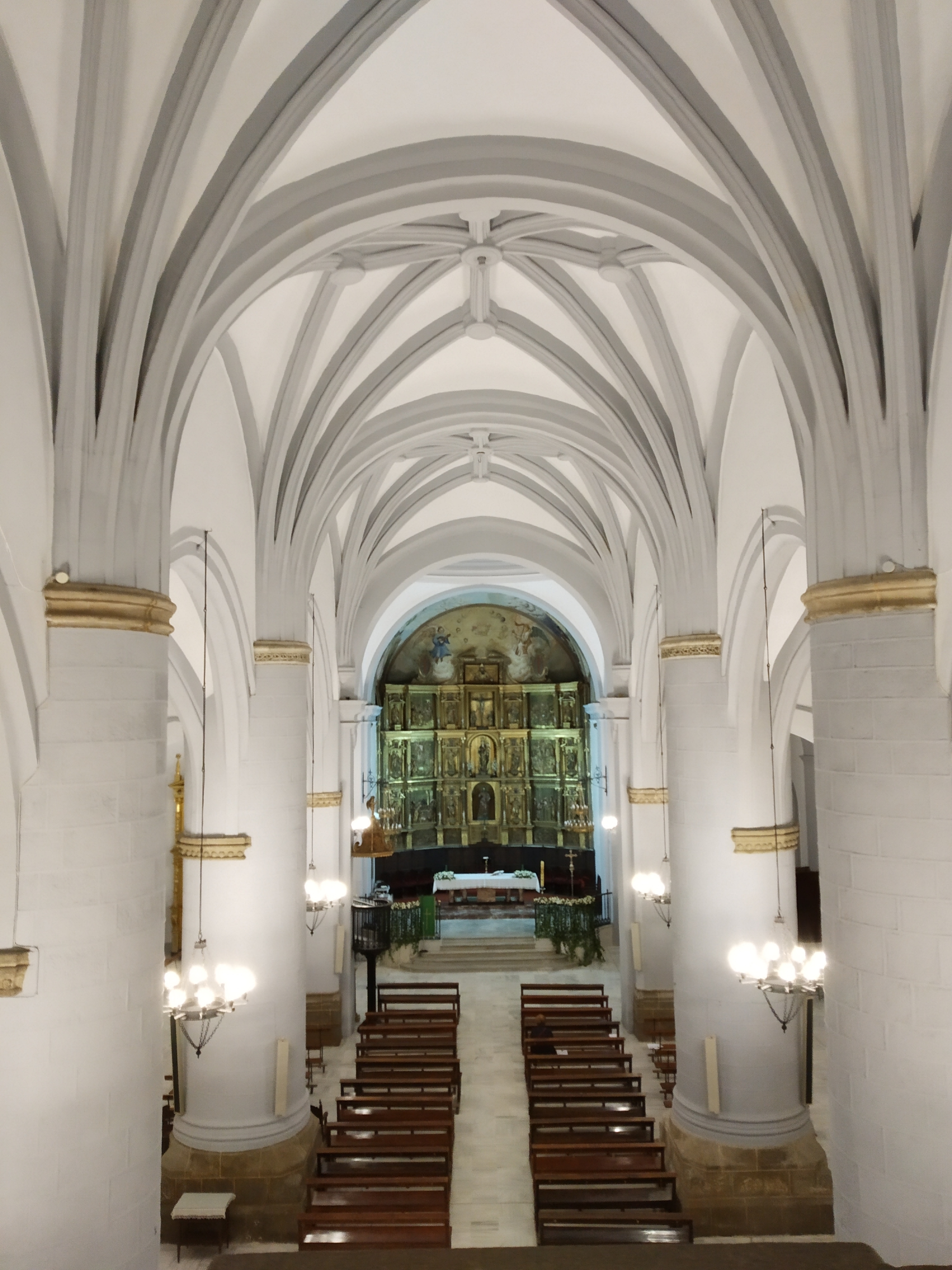
Nave central de la iglesia parroquial de Santa María del Valle

Con la reconquista de la ciudad de Mérida y de todo su territorio situado al sur se configura una pequeña aldea dependiente de la ciudad con el nombre de Moncovil. Dado que este territorio corría peligro de despoblarse, el maestre de la Orden de Santiago, don Fadrique, confiere a la pequeña aldea de Moncovil la categoría de villa, y por lo tanto desde ese momento se independiza de su antigua matriz -Mérida- y pasa a poseer encomienda y parroquia propia. Debido a este cambio jurisdiccional, Moncovil pasa a denominarse Villafranca del Maestre. Es durante el reinado de Enrique IV y de los Reyes Católicos cuando Villafranca experimenta su primer gran crecimiento urbano, económico y social tras la donación de la dehesa boyal El Hinojal, configurándose de este modo el actual término municipal. Es durante este periodo cuando se levanta la iglesia parroquial de Santa María del Valle y el Santuario de Nuestra Señora de la Coronada, patrona de la villa.

### Edades Moderna y Contemporánea
La contribución humana de Villafranca de los Barros a la conquista americana fue de 37 personas, según el Pbro. Vicente Navarro del Castillo. Casi todos los naturales de Villafranca actuaron en territorio chileno y peruano, excepto 3 de ellos que contribuyeron a la conquista del Nuevo Reino de Granada (la actual Colombia). Entre estos tenemos al capitán Bartolomé Camacho Zambrano.
Existió otro discutido personaje quien actuó en la conquista de Venezuela, llamado Juan de Carvajal. No se conocen datos concretos de la identidad de Juan de Carvajal, ni tampoco de su familia. El funcionario real Juan de Carvajal llegaba a Venezuela en la segunda expedición alemana que arribaba a Santa Ana de Coro sobre 1529, y como él mismo manifiesta en una declaración que hace cuando se celebra el juicio del gobernador alemán Jorge de Spira en 1540, señalaba que era: natural de Villafranca en el reino de León, donde naciera sobre 1513. Lo de la Provincia, o reino de León se ha prestado para que muchos historiadores americanos hayan hecho oriundos de la región leonesa a varios extremeños que por sus declaraciones manifestaban ser naturales de esa región, cuando lo que querían expresar, es que eran de la extensa comarca extremeña que abarcaba la Orden de Santiago: provincia de León de la Orden de Santiago. En el caso de Carvajal, que al parecer se llamaba Juan Muñiz de Carvajal, posiblemente naciera en Villafranca de los Barros (Badajoz), puesto que estos apellidos eran muy comunes en Extremadura en la época renacentista.
En 1594 Villafranca formaba parte de la provincia León de la Orden de Santiago y contaba con 573 vecinos pecheros.
A la caída del Antiguo Régimen la localidad se constituye en municipio constitucional en la región de Extremadura, entonces conocido como Villafranca. Desde 1834 quedó integrado en el partido judicial de Almendralejo. En el censo de 1842 contaba con 1306 hogares y 4406 vecinos.
Hasta 1873, la parroquia perteneció a la diócesis del Priorato de San Marcos de León, fecha a partir de cual pasó a la diócesis de Badajoz.
Finalmente en 1877, el rey Alfonso XII le concedió el título de ciudad.

## Demografía
Villafranca de los Barros cuenta con una población de 12 362 habitantes (INE 2024).
| Gráfica de evolución demográfica de Villafranca de los Barros entre 1842 y 2021                                                                                  |
| |
| Población de derecho según los censos de población del INE Población de hecho según los censos de población del INEEn este censo se denominaba Villafranca: 1842 |

## Economía

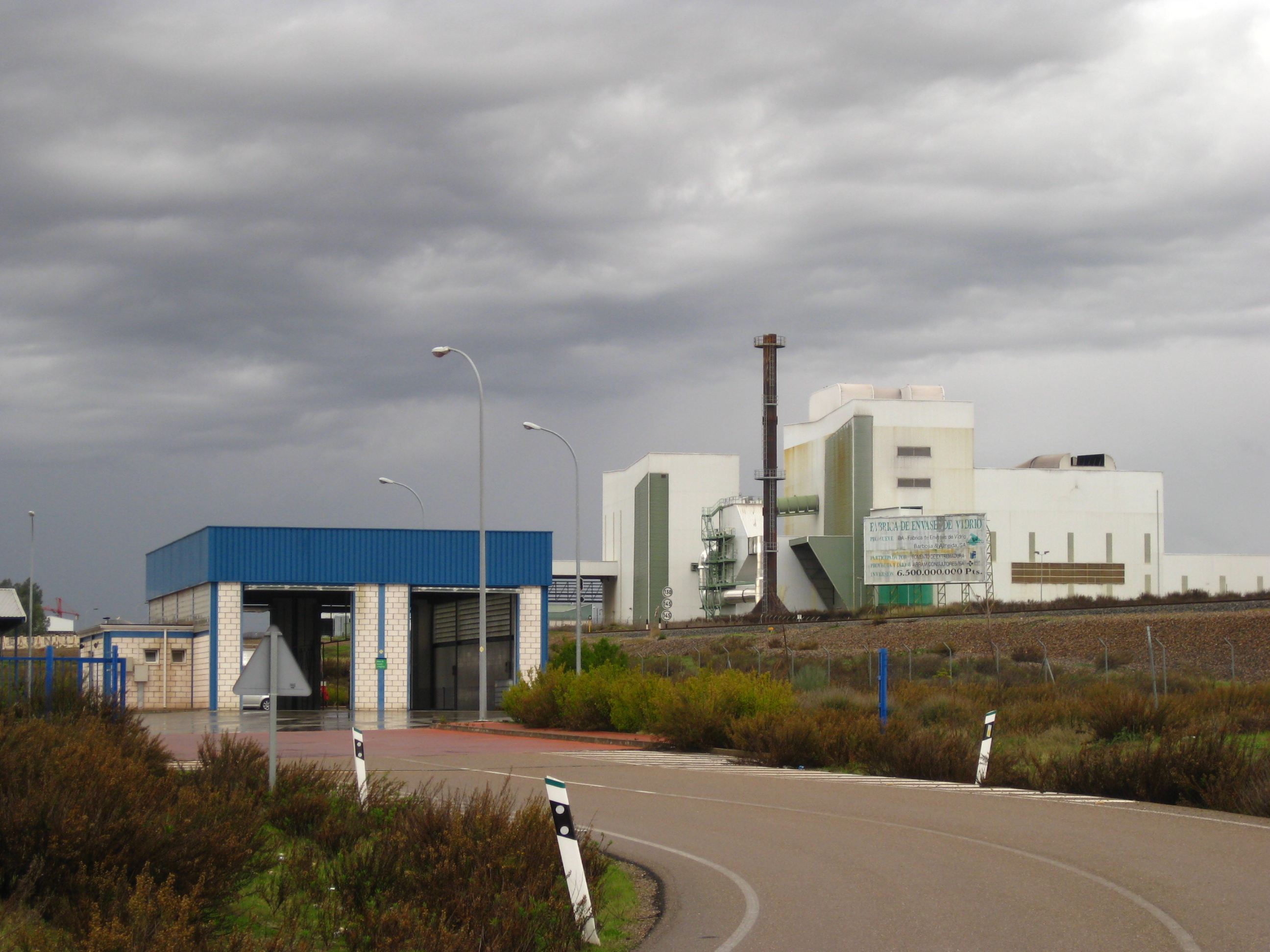
Zona industrial, noviembre de 2012

Si históricamente su base económica ha sido el sector primario, en los últimos años se están invirtiendo los datos. Actualmente la agricultura representa el 12,10 %, la industria el 16,70 %, la construcción el 17,10 % y el sector servicios el 54,10 %. La Vid (67 000 hectáreas) posibilita la producción y comercialización de vinos con la denominación de origen Ribera del Guadiana; además, cabe citar la producción del Olivo y la Cebada.
Villafranca cuenta con dos importantes Cooperativas vinícolas: la de San José y San Isidro. En 1996 se instala la empresa Productos Tartáricos Internacional empresa sin actividad y ocupada posteriormente por Vinícola del oeste hasta agosto de 2013 que cerraba sus puertas, en 1998 nace Barbosa & Almeida, empresa de capital portugués dedicada a la producción de vidrios.
La última propuesta, por parte del Grupo Industrial Alfonso Gallardo de Jerez de los Caballeros, de construir una refinería en la sierra de San Jorge (en última fase de estudio) ha levantado una tremenda polémica en la localidad y en la región sobre la conveniencia o no de autorizar dicha industria. Finalmente, el gobierno se ha pronunciado de forma desfavorable al respecto aunque la DIA aún no ha sido publicada tras el periodo de alegaciones abierto.Finalmente, debido a la oposición de un grupo de vecinos de la localidad, se acabó desechando esta idea. Actualmente otras empresas que mantienen la economía de Villafanca de los Barros, son Forge Adour, Alumasa y La Gran Familia

## Administración y política

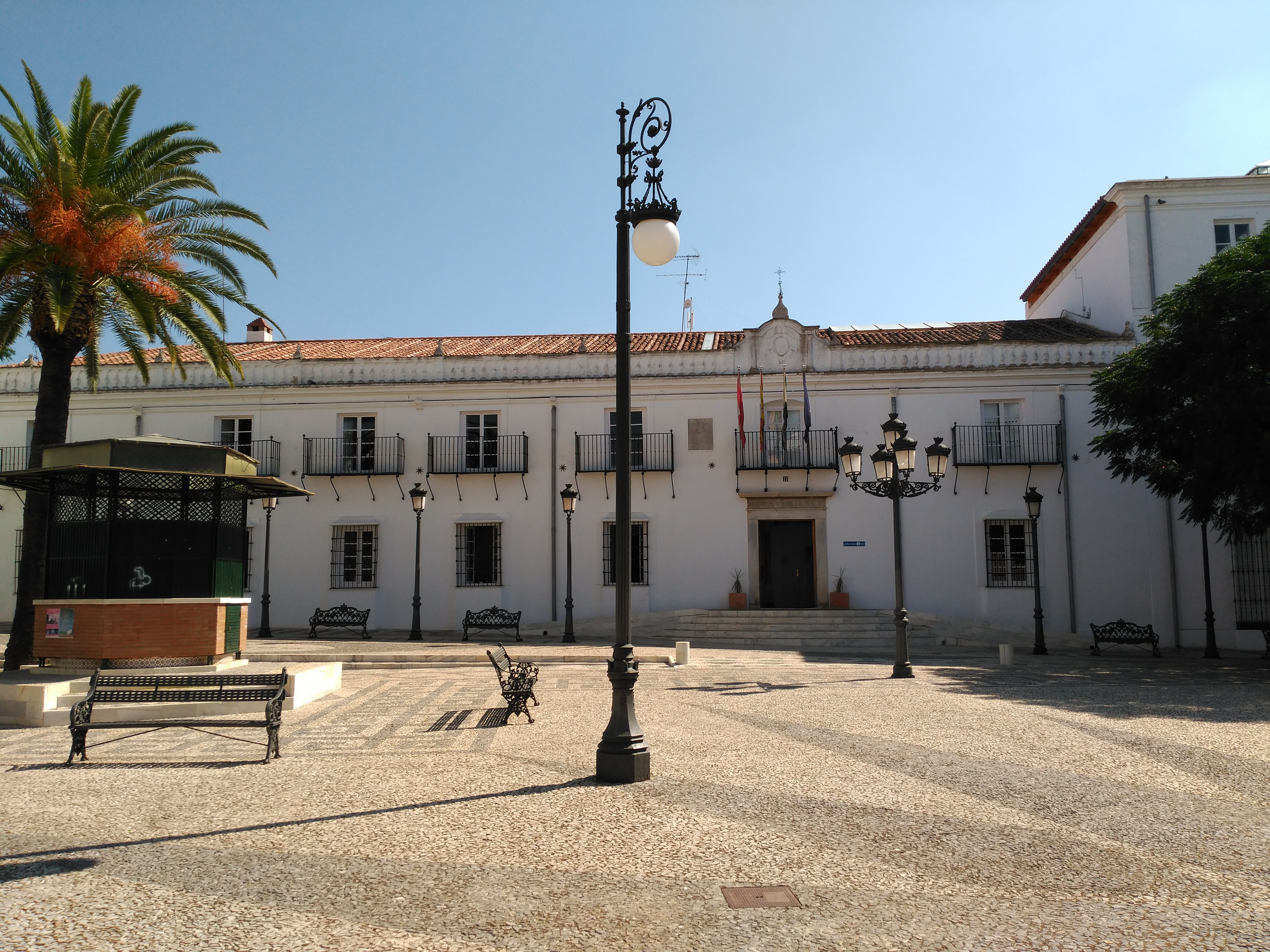
Casa de los marqueses de Fuente Santa, actual sede del Ayuntamiento de Villafranca de los Barros

### Gobierno municipal
El Ayuntamiento de Villafranca de los Barros estuvo gobernado durante la primera legislatura por UCD de la mano de Pedro López López. Tras las elecciones de 1983, el ayuntamiento ha estado en manos del PSOE, primero por José Espinosa Bote y después por Ramón Ropero Mancera. Tras las elecciones de 2019 el ayuntamiento pasó a ser gobernado por una coalición de Ciudadanos y del Partido Popular. En octubre de 2022, José Manuel Rama dimitió como alcalde y renunció a su acta de concejal. La nueva alcaldesa fue Isabel María García Ramos, también del partido Ciudadanos.
Tras las elecciones del 28 de mayo de 2023, el 17 de junio de ese mismo año comenzó a ser alcalde Francisco Jiménez Araya, del PSOE.
| Periodo   | Nombre                    | Partido | Partido                                  |
| --------- | ------------------------- | ------- | ---------------------------------------- |
| 1979-1983 | Pedro López López         |         | Unión de Centro Democrático (UCD)        |
| 1983-1987 | Ramón Ropero Mancera      |         | Partido Socialista Obrero Español (PSOE) |
| 1987-2003 | José Espinosa Bote        |         | Partido Socialista Obrero Español (PSOE) |
| 2003-2019 | Ramón Ropero Mancera      |         | Partido Socialista Obrero Español (PSOE) |
| 2019-2022 | José Manuel Rama Moya     |         | Ciudadanos (CS)                          |
| 2022-2023 | Isabel María García Ramos |         | Ciudadanos (CS)                          |

| Partido político                                 | 2023  | 2023  | 2023       | 2019  | 2019  | 2019       | 2015  | 2015  | 2015       | 2011  | 2011  | 2011       | 2007  | 2007  | 2007       |
| Partido político                                 | %     | Votos | Concejales | %     | Votos | Concejales | %     | Votos | Concejales | %     | Votos | Concejales | %     | Votos | Concejales |
| Partido Socialista Obrero Español (PSOE)         | 48,20 | 3602  | 9          | 44,38 | 3288  | 8          | 45,24 | 3457  | 9          | 51,48 | 4170  | 9          | 58,38 | 4983  | 11         |
| Partido Popular (PP)                             | 27,85 | 2081  | 5          | 20,19 | 1496  | 4          | 30,87 | 2359  | 6          | 26,12 | 2116  | 4          | 19,01 | 1623  | 3          |
| Ciudadanos (CS)                                  | 15,89 | 1188  | 3          | 24,79 | 1837  | 5          | –     | –     | –          | –     | –     | –          | –     | –     | –          |
| Ciudadanos de Villafranca (CV)                   | –     | –     | –          | –     | –     | –          | –     | –     | –          | 21,02 | 1703  | 4          | 20,92 | 1786  | 3          |
| Villafranca                                      | –     | –     | –          | –     | –     | –          | 8,89  | 679   | 1          | –     | –     | –          | –     | –     | –          |
| Organización para la Defensa de lo Público (ODP) | –     | –     | –          | 4,64  | 344   | 0          | 5,64  | 431   | 1          | –     | –     | –          | –     | –     | –          |

### Organización territorial

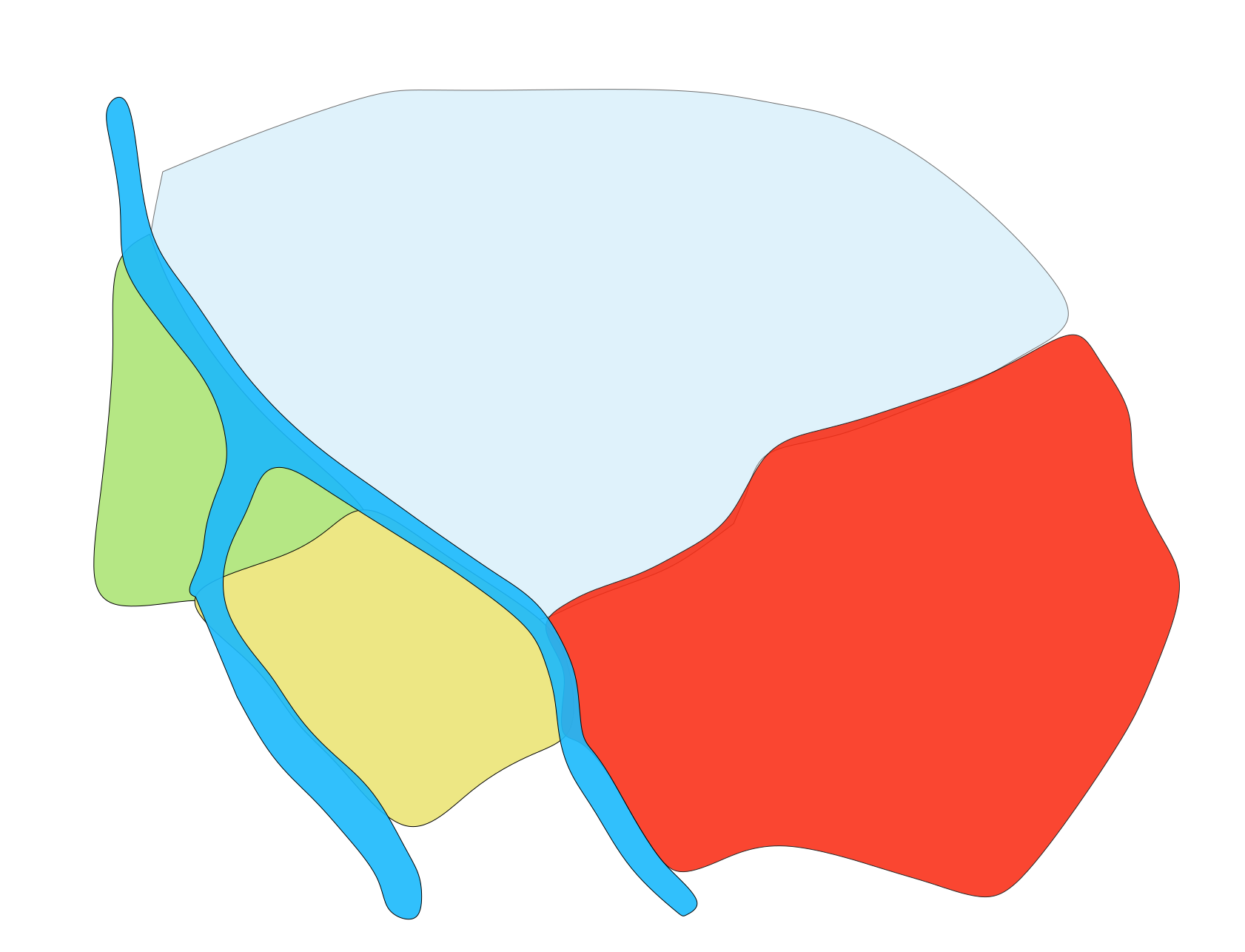
Barriadas de Villafranca de los Barros. En azul, Virgen de la Coronada-Centro; en verde, Bonhaval; en amarillo, Las Peñitas de San Bartolomé; en rojo, Virgen del Pilar

Villafranca de los Barros se encuentra dividida en cuatro barriadas de forma extraoficial, que aun no existe una delimitación precisa de cada una de ellas:
- Barriada Virgen de la Coronada-Centro
- Barriada Bonhaval
- Barriada Las Peñitas de San Bartolomé
- Barriada Virgen del Pilar

Cada una de ellas está organizada en torno a una asociación vecinal que vela por el cuidado y mejora de los barrios. De igual modo, estas asociaciones son las encargadas de organizar las diferentes fiestas de la localidad.

## Servicios

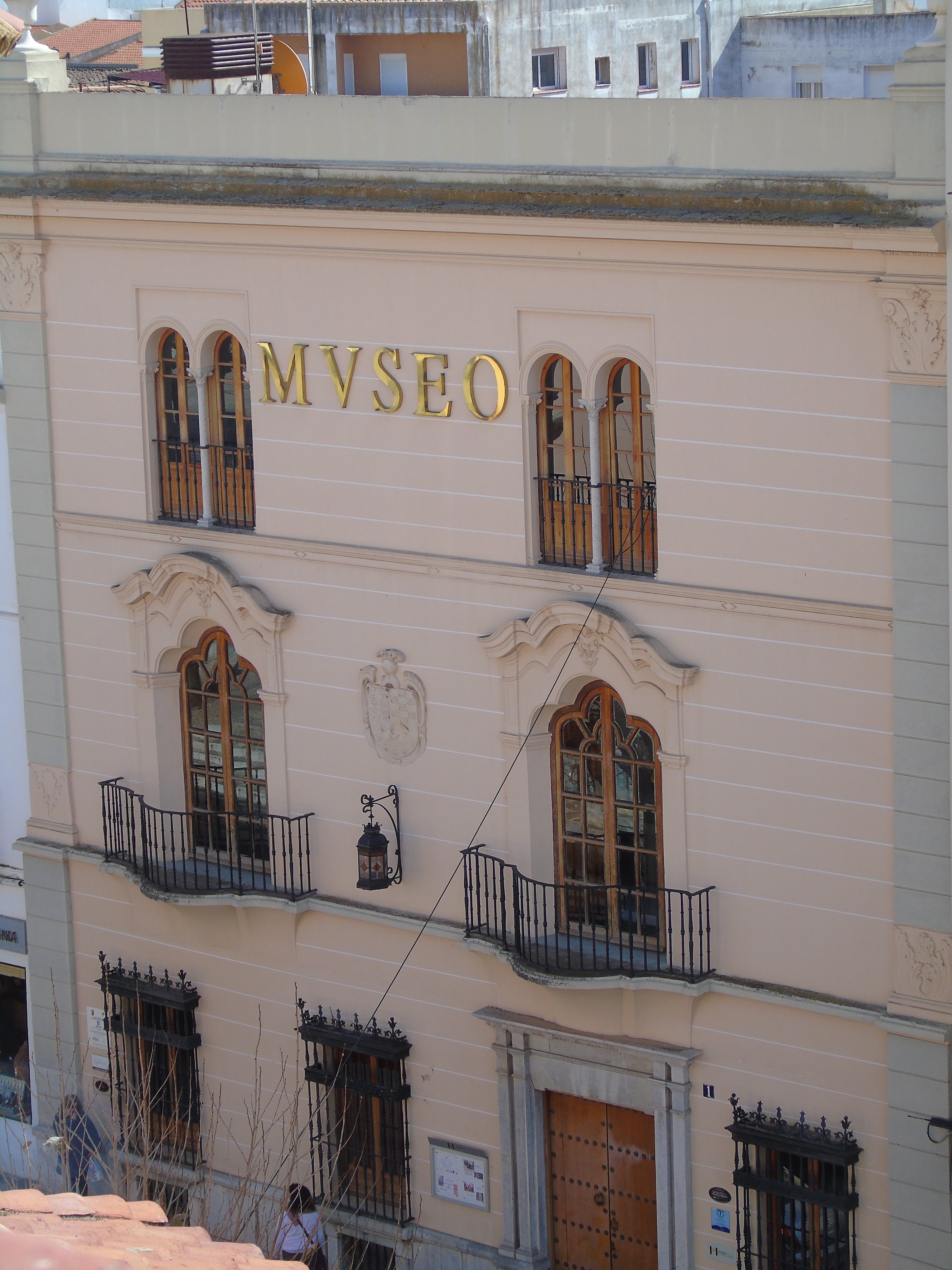
Antigua sede del Ayuntamiento de Villafranca, actual Museo Histórico-Etnográfico

### Educación

#### Colegios públicos
- Santa María Coronada
- José Rodríguez Cruz
- El Pilar

#### Instituto de Educación Secundaría
- Meléndez Valdés

#### Centros concertados-privados
- San José (Compañía de Jesús)
- La Inmaculada y San Ignacio (Hermanas de la Cruz)
- Nuestra Señora del Carmen (Carmelitas de la Caridad)

#### Centros Iinfantiles
- CEI Albanta
- CEI Querubines
- CEI Los Gorditos

#### Centros de Educación Especial
- CEE José Espinosa Bote

### Transporte

#### Carreteras
El municipio está muy bien comunicado por carretera, atravesándolo la carretera nacional N-630 que une Gijón con Sevilla y permite dirigirse tanto a la capital autonómica como a otros núcleos cercanos, en paralelo a esta carretera discurre la autovía Ruta de la Plata que tiene el mismo recorrido que la nacional y que cuenta con varias salidas directas en Villafranca, permitiendo unas comunicaciones más rápidas con el resto del país. Además por el municipio discurre la carretera BA-002 que, procedente de Aceuchal, actúa como ronda de circunvalación del núcleo urbano municipal y de la que salen 3 carreteras más, la EX-334, que se dirige hacia Palomas,  la EX-342, que conecta con Ribera del Fresno, y la EX-360, que permite la conexión con Fuente del Maestre.

#### Tren
En cuanto al transporte público se refiere, tras el cierre parcial de la ruta ferroviaria de la Vía de la Plata, tan sólo existen servicios de tren regionales, concretamente los de la línea 74 que comunican la estación de Villafranca de los Barros con Sevilla y Mérida. Además un tren al día enlaza con la estación de Atocha en Madrid.

#### Autobús
La localidad cuenta con una estación de autobuses situada en la avenida Fernando Aranguren desde la que parten varios servicios al día que conectan con las principales localidades de Extremadura y con algunas de las principales ciudades españolas, a través de las compañías ALSA y LEDA.

#### Conexiones aéreas
En cuanto al transporte aéreo se refiere, el aeropuerto más cercano es el aeropuerto de Badajoz, situado a 62km, mientras que el aeropuerto de Sevilla se encuentra a 150km, siendo el más cercano con un servicio regular de vuelos nacionales e internacionales.

## Patrimonio

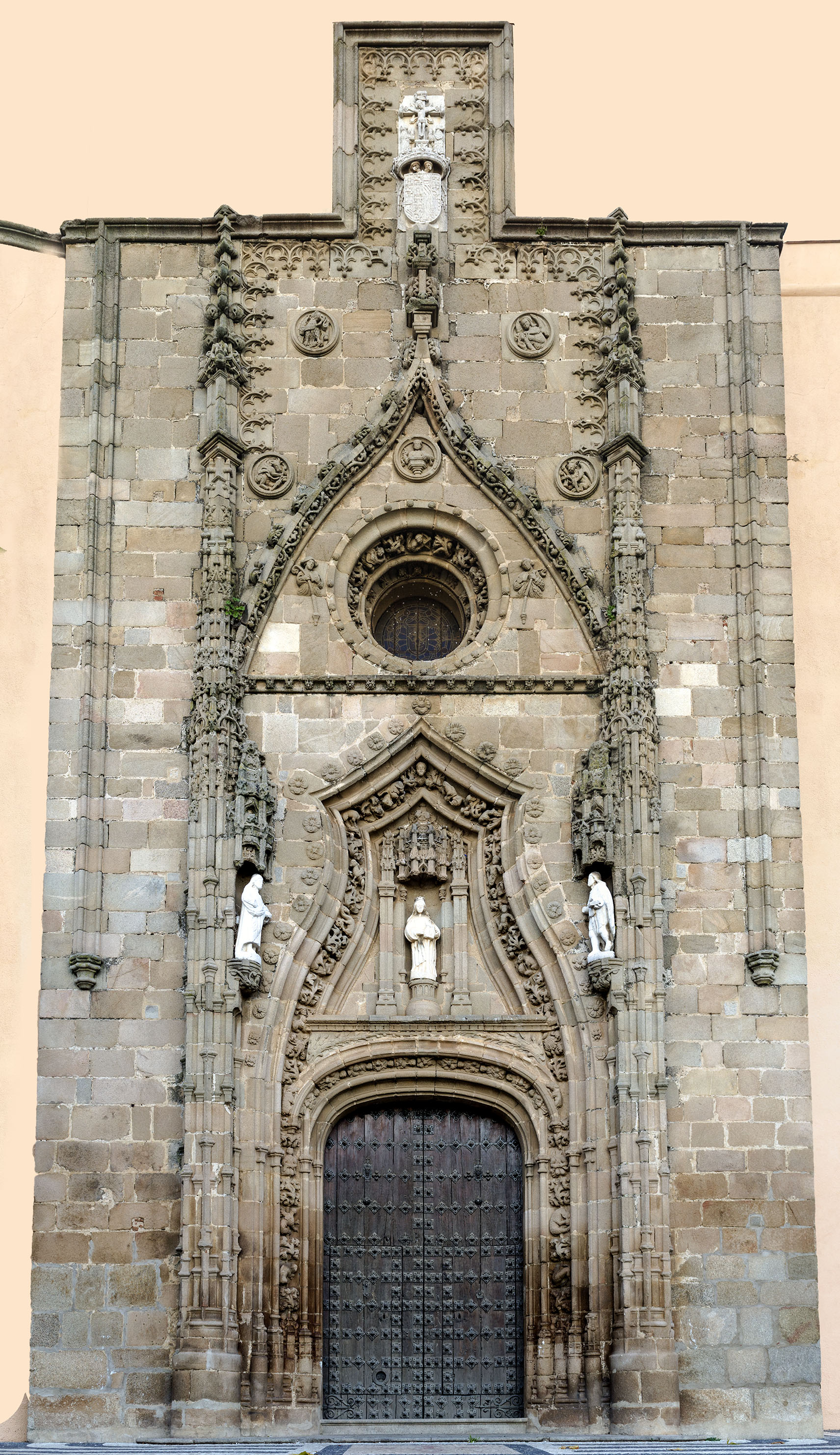
Portada de estilo gótico tardío datada hacia 1574 de la iglesia de Nuestra Señora del Valle

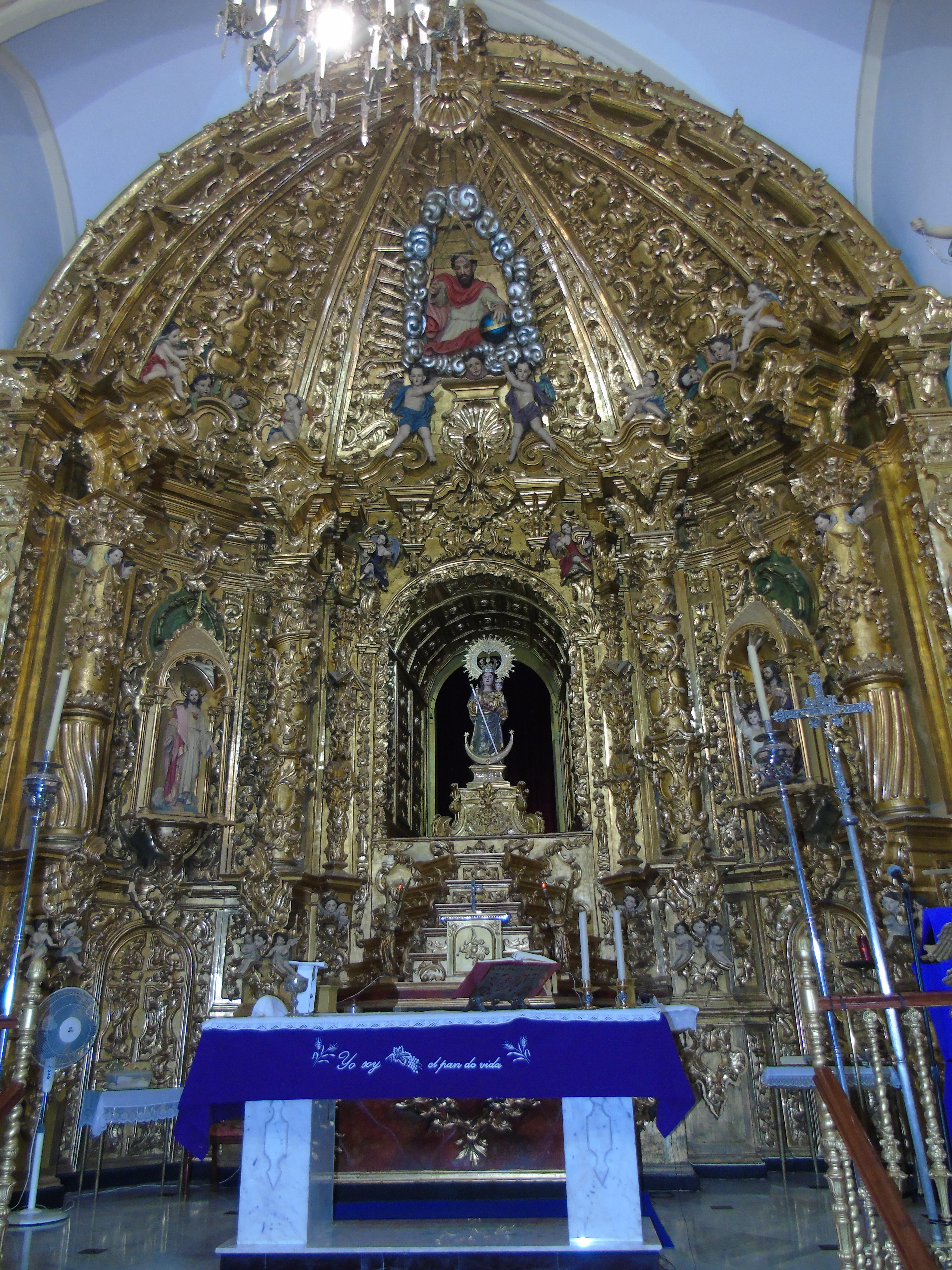
Santuario de Nuestra Señora de la Coronada

- Iglesia parroquial de Nuestra Señora del Valle. Perteneciente a la archidiócesis de Mérida-Badajoz.[16] Fue declarada bien de interés cultural el 9 de septiembre de 2014.[17]

- Iglesia parroquial de Nuestra Señora del Carmen. Bajo la advocación de Nuestra Señora del Carmen y perteneciente a la archidiócesis de Mérida-Badajoz.[16]
- Santuario de Nuestra Señora de la Coronada, patrona de la localidad. En origen esta construcción se encontraba fuera del casco urbano, pero debido al crecimiento de la población ya se encuentra integrada en el mismo. El templo ha sufrido varias reformas hasta quedar en su esta actual. Cuenta con una única nave abovedada, altar mayor y camarín. El retablo que se encuentra en el altar mayor es de estilo Barroco, donde se puede contemplar la talla de la Virgen de la Coronada. Del retablo antiguo se conserva una talla de Santa Lucía que ahora está situada en uno de los altares laterales. También podemos encontrar un coro con órgano del siglo XVIII.[18] Asociada a esta ermita se conoce un suceso que quedó recogidos en las Actas Capitulares del concejo. Sería el llamado milagro de las campanas, un suceso que ocurrió en la Villafranca del siglo XVIII, donde supuestamente las campanas de la torre tocaron sin ser accionadas manualmente y sin encontrarse nadie en el santuario.[19]
- Ermita de la Virgen Milagrosa, antes con la advocación de la Aurora. Esta ermita en realidad formaba parte del hospital de caridad que existía en Villafranca, ya desaparecido. Perdió su retablo original al ser trasladado a otra localidad, lo cual se desconoce. En la actualidad presenta una retablo de estilo neogótico característico del principios del siglo XX.[20]
- Ermita de la Virgen del Pilar. La construcción de esta ermita está asociada a la presencia de un médico en la localidad, cuya mujer era de origen aragonés. Es una ermita de construcción relativamente reciente, de mediados del siglo XX. Su estilo arquitectónico es sencillo y sobrio.[21]
- Ya a tres kilómetros de la localidad dirección Zafra, se encuentra en la cima de la colina de San Isidro, la ermita del patrón de los labradores. Es de dimensiones muy reducidas, ya que únicamente se construyó lo que sería el altar del proyecto original. Cuenta con una cúpula con linterna por la cual se ilumina la estancia. Durante la romería de San Isidro, una semana antes de la celebración del día del santo, la imagen es llevada al pueblo donde se celebran misas en su honor, para otra vez ser llevado a su ermita el 15 de mayo.[21]
- El colegio San José de Villafranca, fundado por la compañía de Jesús en 1893, cuyos planos se deben a Francisco Rabanal y a su hermano Juan Soriano, quien continuaría con su construcción más adelante. Entre 1895 y 1897, se efectúa la construcción de un gran complejo, en el que destaca el severo frontón de la fachada principal, acompañada de un cuerpo superior con tres alturas en ladrillo. Este colegio también cuenta con una capilla, construida entre 1905 y 1908 de la mano de José María Pagasartundía. Su construcción nos muestra un estilo neogótico formando una cruz latina. Cabe mencionar que fue Instituto estatal, pero en 1936 fue ocupado por la Orden, sirviendo como hospital de guerra. Su mezquita, fue instalada por los marroquíes que ocupaban ese hospital y construida en los años de la guerra civil española. Esta mezquita es una muestra de la arquitectura islámica siendo motivo de un proyecto para observatorio geofísico que no se llegó a realizar en 1947. También cuenta con un gran salón de actos, cuya construcción fue llevada a cabo por el arquitecto Martín Corral entre 1944-1949. Para finalizar las obras entre las muchas obras pictóricas que posee, destaca la Inmaculada Concepción del pintor Juan Antonio Frías (perteneciente al barroco), y un cuadro donde se representa a tres miembros de la compañía de Jesús, de Salvador Martínez Cubells.

- Otro de los monumentos considerado patrimonio historio- artístico, es la Casa de la Cultura, que actualmente se encuentra en la Antigua Fábrica de Harinas San Antonio. Antes de que este edificio se convirtiera en una fábrica de harina, era una central eléctrica que, para su construcción, se cerró con un contrato entre los propietarios y el ingeniero Isaac Peral en 1895. Destaca la piedra como material predominante y el uso de la teja árabe. También contaba y cuenta con salidas de humos, chimeneas. Actualmente es un centro de interés donde se acoge toda la programación cultural del municipio, y también a la escuela municipal de música, biblioteca municipal, Comité de Relaciones Internacionales, etc.[22]

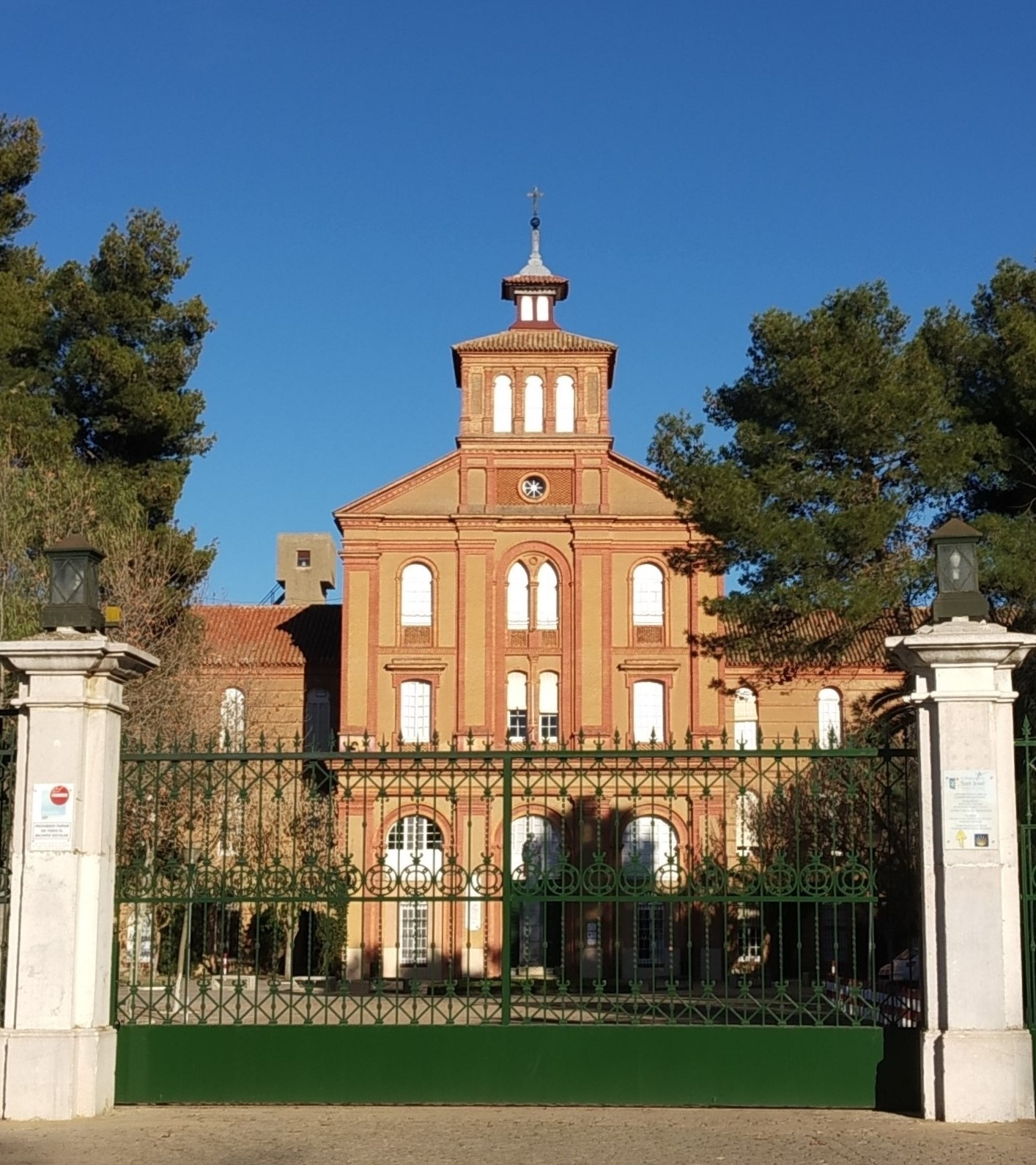
Colegio San José de Villafranca de los Barros (Compañía de Jesús)

## Cultura

### Agrupaciones Musicales
- Banda municipal de música de Villafranca de los Barros

Agrupación con más de un siglo de historia que cuenta con un total de 50 componentes.
- Asociación Cultural y Folclórica Moncovil

- Banda de cornetas y tambores Virgen del Pilar

- Coral Santa Cecilia

- Grupo de voces y cuerdas Medio Siglo Después

| Jota de Villafranca |
| Las enaguas de que tu llevas, las enaguas que tú llevas mi madre te las bordó, dale niña tú a la aguja que así te quiero yo, dale niña tú a la aguja que así te quiero yo. laylalalalalylalaylarala. cuando salgas del taller, cuando salgas del taller, ya sabes donde te espero, la acera don Agustín, date prisa que me muero, la acera de don agustín, date prisa que me muero. Laylalalaylalaralala. Si me voy a la aceituna, si me voy a la aceituna, tengo ganas de volver y en vez de cojer a una, las cojo de diez en diez, y en vez de cojer la a una, las cojo de diez en diez. Lalalalaylalaylalalarararalalala. Y aquí va la despedida, y aquí va la despedida, morenita resalada si quieres que la repita te la cantare mañana, si quieres que la repita te la cantare mañana. laylalalalayralalalaa |
| --- |

### Eventos culturales
Semana Santa

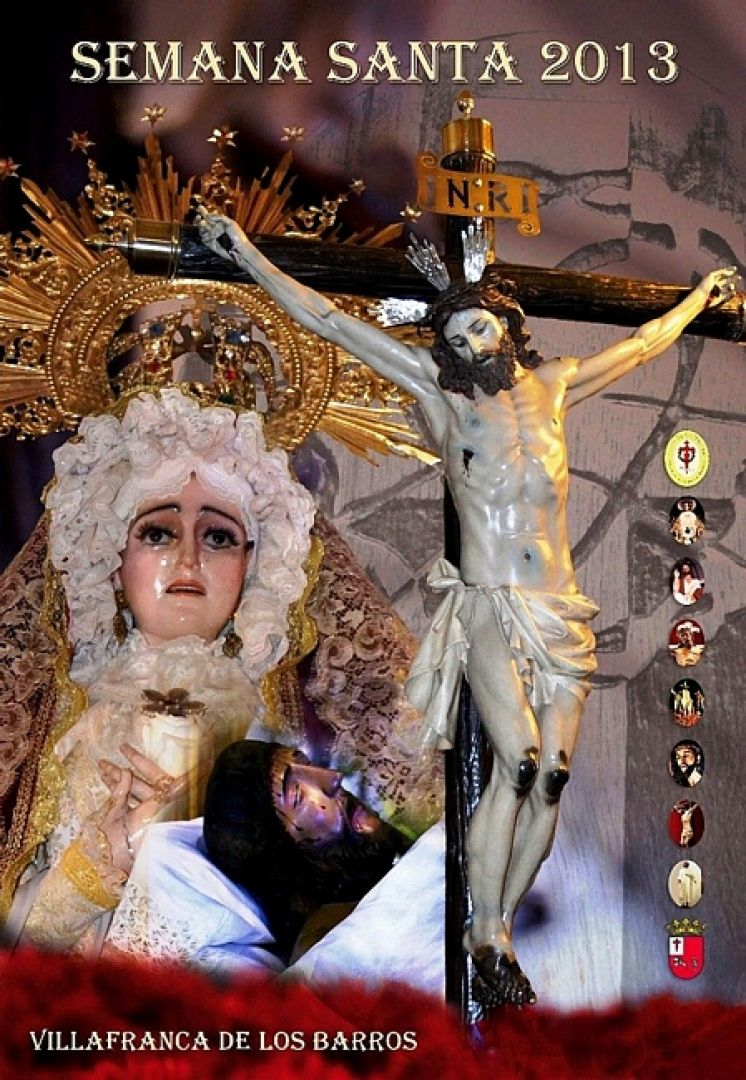
Cartel Semana Santa de Villafranca 2013. Cofradía del Santísimo Cristo de la Fe, Nuestra Señora de la Amargura y Santo Entierro

La Semana Santa de Villafranca de los Barros comienza el Viernes de Dolores, prolongándose hasta el Domingo de Resurrección. Durante estos días son un total de siete cofradías y doce pasos los que procesionan por las calles de la ciudad:
1. Cofradía de la Virgen de los Dolores (Viernes de Dolores)
2. Cofradía de la Entrada de Jesús en Jerusalén, La Borriquita (Domingo de Ramos)
3. Cofradía del Cristo de la Luz (lunes y martes Santo)
4. Cofradía de Nuestro Padre Jesús Cautivo y Nuestra Señora de las Angustias (miércoles Santo)
5. Cofradía de Nuestro Padre Jesús Nazareno y María Santísima de los Dolores (Jueves Santo)
6. Cofradía del Santísimo Cristo de la Fe, Nuestra Señora de la Amargura y el Santo Entierro. Popularmente conocida como del Silencio (Madrugada del Jueves Santo y Viernes Santo)
7. Cofradía de Cristo Resucitado y Santísima Virgen de los Abrazos (Domingo de Resurrección)

Los desfiles procesionales se inician desde la iglesia parroquial de Nuestra Señora del Valle, de la iglesia parroquial de Nuestra Señora del Carmen, del Santuario de Nuestra Señora de la Coronada y de la ermita de la Virgen del Pilar. El recorrido de los desfiles procesionales no son fijos y todos los años sufren modificaciones según establece la Junta de Cofradías de Villafranca. 
| Día                    | Cofradía                                                                                      | Sede                                            | Hora de salida |
| ---------------------- | --------------------------------------------------------------------------------------------- | ----------------------------------------------- | --- |
| Viernes de Dolores     | - Cofradía de la Virgen de los Dolores                                                        | Iglesia parroquial de Santa María del Valle     | 21:00 |
| Domingo de Ramos       | - Cofradía de la Entrada de Jesús en Jerusalén, La Borriquita                                 | Iglesia parroquial de Santa María del Valle     | Al finalizar la Eucaristía de las 12:00 |
| Lunes Santo            | - Cofradía del Cristo de la Luz                                                               | Iglesia parroquial de Nuestra Señora del Carmen | 23:00 (Pernocta en la ermita Virgen del Pilar) |
| Martes Santo           | - Cofradía del Cristo de la Luz                                                               | Iglesia parroquial de Nuestra Señora del Carmen | 23:00 (Salida de la ermita Virgen del Pilar hasta la parroquial de Nuestra Señora del Carmen) |
| Miércoles Santo        | - Cofradía de Nuestra Padre Jesús Cautivo y Nuestra Señora de las Angustias                   | Iglesia parroquial de Santa María del Valle     | 22:00 |
| Jueves Santo           | - Cofradía de Nuestro Padre Jesús Nazareno y María Santísima de los Dolores                   | Santuario de Nuestra Señora de la Coronada      | 20:30 |
| Viernes Santo          | - Cofradía del Santísimo Cristo de la Fe, Nuestra Señora de la Amargura y del Santo Entierro. | Iglesia parroquial de Santa María del Valle     | - 00:00 - 20:30 (En los años bisiestos se realiza la procesión Magna donde todas las cofradía acompañan al Santo Entierro procesionando por las calles principales de Villafranca de los Barros) |
| Domingo de Resurreción | - Cofradía de Cristo Resucitado y Santísima Virgen de los Abrazos                             | Iglesia parroquial de Santa María del Valle     | 11:00. Cada imagen sale de cada una de las puertas de la iglesia parroquial (Puertas del Evangelio y de la Epístola). Tras realizar un breve recorrido por las calles cercanas, se recrea el encuentro de Cristo Resucitado con la Virgen María en la Puerta del Perdón de la parroquial donde se dan los conocidos los tres abrazos. |

Festival nacional de cortometrajes Vía de la Plata
Nació en 2014 y en el compiten los trabajos audiovisuales realizados por estudiantes de siete a dieciocho años de cualquier parte del mundo. En su primera edición resultó ganador el cortometraje Estocolmo de Álvaro Martín.
Certamen Internacional de jóvenes intérpretes Pedro Bote
Desde 1997 se viene celebrando en la localidad y está abierto a todos los jóvenes intérpretes de todas las nacionalidades con un máximo de 30 años. Por sus especiales características, lo hace único y diferente al resto de eventos musicales y lo erige como uno de los Certámenes más relevantes en su especialidad musical de cuantos se celebran en España.
Expobarros
Así se conoce a La Muestra Empresarial multisectorial, en la que participan empresarios, artesanos y comerciantes de la Comarca Tierra de Barros y de otras zonas, para dar a conocer sus productos a los visitantes, a través de stands promocionales. Se celebra en diciembre, durante los días del puente de la Constitución y la Inmaculada, en las instalaciones del pabellón deportivo Extremadura, dentro de la ciudad deportiva de Villafranca de los Barros. 
Feria de la Tapa
Tiene lugar a la misma vez que la celebración del Expobarros, contando con una afluencia masiva de público. Durante la muestra se realizan también distintas actividades lúdicas y de entretenimiento para niños y adultos. Como novedad en las pasadas ediciones, se celebra Expomúsica, conciertos y actuaciones musicales de todo tipo que aseguran la diversión de los asistentes.

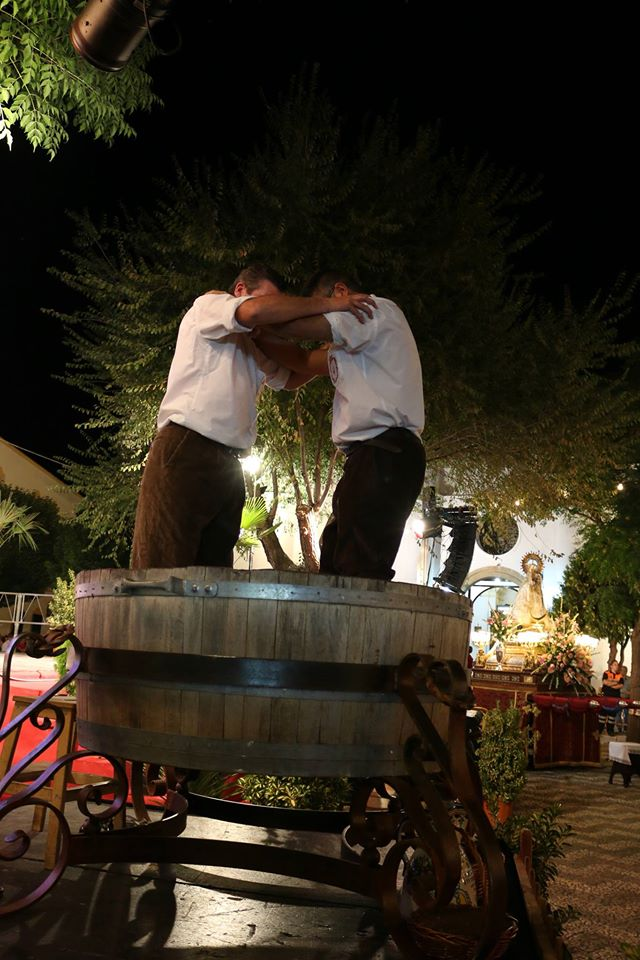
Velá de la Virgen Coronada

Fiesta de la Vendimia y Tradicional Velá de la Virgen de la Coronada, patrona de Villafranca
Organizada por la Asociación de Vecinos de la Coronada y declarada como Fiesta de Interés Turístico de Extremadura Este evento tiene su día central el 8 de septiembre junto con el Día de Extremadura, donde la gente se vuelca para honrar a su patrona y festejar la riqueza de la tierra en cuanto al vino que produce cada año. Cuenta con un gran y amplio programa cultural y festivo en donde se representan oficios, tradiciones, como por ejemplo el pisado de la uva. También se desarrollan juegos y competiciones sin olvidar la gastronomía local. Esta fiesta se festeja en los primeros días de septiembre donde todos los habitantes se reúnen para convivir y escuchar el canto a nuestra tierra y a su gente. En conjunción con esta fiesta, se celebran los actos religiosos en honor a la Virgen de la Coronada, iniciándose la novena el 30 de agosto hasta el 7 de septiembre. El día 8, coincidiendo con la fiesta autonómica, son los actos centrales celebrándose la Misa Mayor al mediodía donde asisten todas las autoridades de la localidad; ya caída la tarde, la Hermandad de la Virgen de la Coronada saca en procesión a la patrona de los viñedos.

### Museo

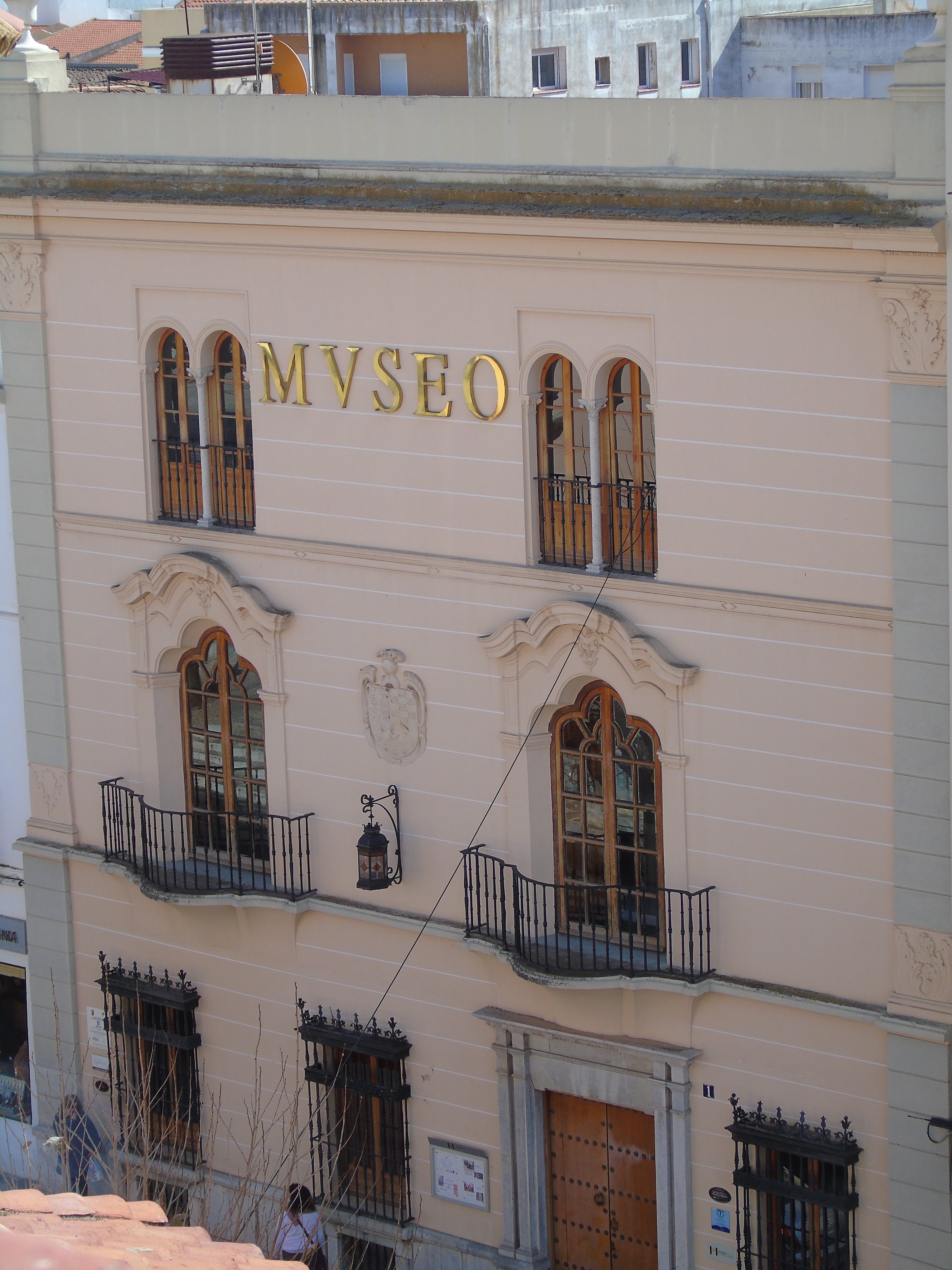
Museo de Villafranca de los Barros

La visita al MUVI te ofrecerá un recorrido a través de la historia de Villafranca de los Barros entre la Edad del Cobre, de la que datan las primeras evidencias de población, hasta nuestros días.
Tiene doce salas en las que encontrarás un maravilloso conjunto de piezas, maquetas y reproducciones de la evolución que experimentaron las distintas sociedades de esta localidad a través de los siglos. Si eres un aficionado del automóvil, tendrás la ocasión de disfrutar de cuatro plantas con vehículos de todas las épocas.
La música siempre ha sido un elemento fundamental de su cultura y por ello, el museo cuenta con un espacio exclusivo dedicado a la historia musical del municipio, con una interesante colección de instrumentos.
El edificio donde se ubica el Museo es una antigua casa solariega del siglo XVIII, aunque reformada en varios momentos hasta adquirir su aspecto actual. Antes de acoger el museo, fue la sede del Ayuntamiento de Villafranca. Lo destacado del edificio es su fachada modernista, uno de los pocos ejemplos de esta corriente artística que existe en Villafranca de los Barros. 
La oferta cultural del Museo se completa con las actividades que promociona y coordina la Asociación de Amigos del MUVI; organización sin ánimo de lucro que a través de exposiciones temporales y de la revista semestral El Hinojal.Revista de Estudios del MUVI, pretende poner en valor el rico legado cultural de Villafranca y del resto de municipios de la comarca de Tierra de Barros.

### Religión
En Villafranca de los Barros la mayor parte de la población profesa la fe católica. Cuenta con dos templos parroquiales; Santa María del Valle y Nuestra Señora del Carmen. De igual modo la localidad cuentan con otros templos como el Santuario de Nuestra Señora de la Coronada, patrona de la ciudad; capilla de la Virgen Milagrosa; ermita de la Virgen del Pilar; y la ermita de san Isidro. Así mismo, están instaladas en la ciudad cuatro órdenes religiosas, que son: Compañía de Jesús, Carmelitas de la Caridad, Hermanas de la Cruz y la Congregación de Hijas de la Virgen para la Formación Cristiana. 
De forma minoritaria también se práctica otras ramas del cristianismo como la evangélica; y también hay una pequeña comunidad musulmana vinculada a la comunidad islámica de Almendralejo.

#### Gastronomía
La gastronomía en Extremadura es uno de los puntos fuertes del turismo en nuestra región y por tanto, también en esta localidad. 

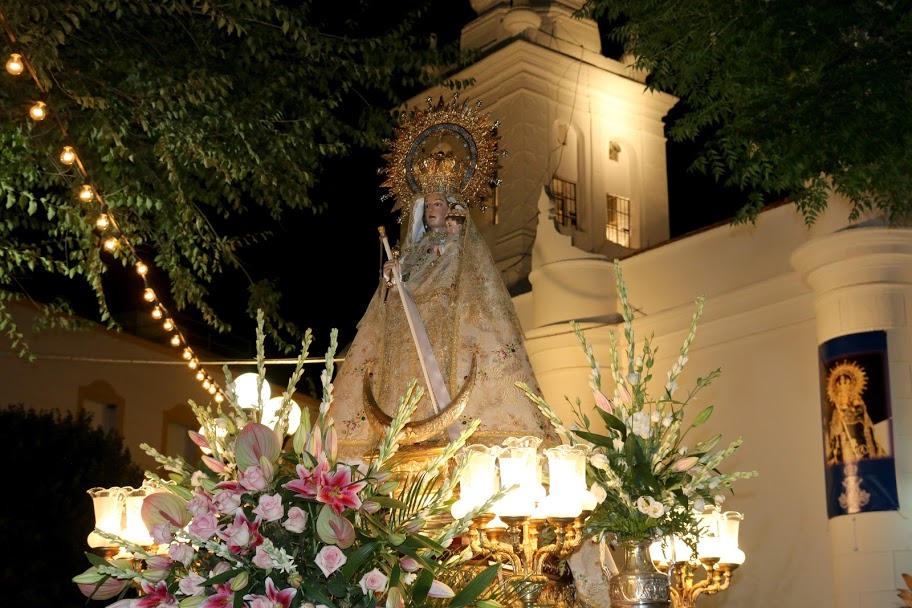
Ofrenda del primer mosto a la Virgen de la Coronada

Villafranca de los Barros, es una población que forma parte de la Comarca Tierra de Barros, una zona excelente para el cultivo de vid y olivo, de donde se obtienen el vino y el aceite, que son junto a otros productos como los embutidos ibéricos, carne de cerdo, quesos, legumbres, verduras… Estos productos son atractivos para los viajeros y algunos de ellos bajo a la Denominación de Origen, Ribera del Guadiana, como son los vinos de la zona.
La tradición gastronómica se basa en la cocina de subsistencia, con platos de gran valor energético, como son por ejemplo, la caldereta de cordero y cabrito, el cocido, las migas o el gazpacho extremeño. Aparte de las nombradas anteriormente también destacamos el bacalao de borracho.
También existe una gran tradición repostera, con elaboraciones de materias primas básicas, pero con una gran calidad: aceite de oliva, huevos, manteca de cerdo, harina, miel…con los que se elaboran dulces como bollas, perrunillas, torrijas, flores, carajuelos,….

### Medios de comunicación
- El Eco de los Barros
- Villafranca Televisión
- Radio Villafranca - emisora municipal
- La Gaceta Independiente
- La Crónica de Sierra Grande y Tierra de Barros
- 30 Días

El municipio cuenta con su propio periódico local, HOY Villafranca, formado a partir de una corresponsalía del diario regional Hoy Diario de Extremadura.